# CD1B
CD1B (англ. CD1b molecule) – білок, який кодується однойменним геном, розташованим у людей на 1-й хромосомі. Довжина поліпептидного ланцюга білка становить 333 амінокислот, а молекулярна маса — 36 939.
| 10         |  | 20         |  | 30         |  | 40         |  | 50         |
| ---------- |  | ---------- |  | ---------- |  | ---------- |  | ---------- |
| MLLLPFQLLA |  | VLFPGGNSEH |  | AFQGPTSFHV |  | IQTSSFTNST |  | WAQTQGSGWL |
| DDLQIHGWDS |  | DSGTAIFLKP |  | WSKGNFSDKE |  | VAELEEIFRV |  | YIFGFAREVQ |
| DFAGDFQMKY |  | PFEIQGIAGC |  | ELHSGGAIVS |  | FLRGALGGLD |  | FLSVKNASCV |
| PSPEGGSRAQ |  | KFCALIIQYQ |  | GIMETVRILL |  | YETCPRYLLG |  | VLNAGKADLQ |
| RQVKPEAWLS |  | SGPSPGPGRL |  | QLVCHVSGFY |  | PKPVWVMWMR |  | GEQEQQGTQL |
| GDILPNANWT |  | WYLRATLDVA |  | DGEAAGLSCR |  | VKHSSLEGQD |  | IILYWRNPTS |
| IGSIVLAIIV |  | PSLLLLLCLA |  | LWYMRRRSYQ |  | NIP        |  |            |

A: Аланін

C: Цистеїн

D: Аспарагінова кислота

E: Глутамінова кислота

F: Фенілаланін

G: Гліцин

H: Гістидин

I: Ізолейцин

K: Лізин

L: Лейцин

M: Метіонін

N: Аспарагін

P: Пролін

Q: Глутамін

R: Аргінін

S: Серин

T: Треонін

V: Валін

W: Триптофан

Задіяний у таких біологічних процесах, як адаптивний імунітет, імунітет, альтернативний сплайсинг. 
Локалізований у клітинній мембрані, мембрані, лізосомі, ендосомах.